# باکستون (اورگن)
باکستون (به انگلیسی: Buxton) یک منطقهٔ مسکونی در ایالات متحده آمریکا است که در شهرستان واشینگتن، اورگن واقع شده‌است.